# Agnes Sapper
Pour les articles homonymes, voir Sapper.
Agnes Sapper (née Brater le 12 avril 1852 à Munich, morte le 19 mars 1929 à Wurtzbourg) est une auteur allemande de littérature d'enfance.

## Biographie
Elle est la fille de Karl Brater, avocat, homme politique, fondateur du Süddeutsche Zeitung, et de son épouse Pauline Pfaff. En 1875, elle épouse Eduard Sapper, écoutète de Blaubeuren. Le couple a trois fils, dont deux meurent en bas âge. En 1882, la famille déménage à Neckartailfingen, où naissent deux filles Anna et Agnès, puis à Esslingen am Neckar en 1888 et à Calw trois ans plus tard.
Encouragée par son mari, Sapper commence sa carrière d'écrivain avec une première publication en 1882. Elle raconte son expérience d'enseignante à l'École du dimanche. En 1898, après la mort de son mari, elle s'installe à Wurtzbourg et se consacre entièrement à l'écriture. Elle obtient alors ses plus grands succès avec le roman Die Familie Pfäffling en 1907, qui décrit le quotidien d'une famille unie autour de la mère Pauline. Elle devient l'auteur de littérature d'enfance la plus en Allemagne au début du XXe siècle à côté de Johanna Spyri et Ottilie Wildermuth.
À sa mort, elle lègue sa maison et ses droits d'auteur à la ville de Würzburg qui en fait un centre pour malades mentaux. La tombe d'Agnes Sapper se trouve dans le cimetière de la ville.
En 2006, sa tombe échappe au dernier moment à la destruction en raison du renouvellement. La Diakonie Deutschland – Evangelischer Bundesverband prend en charge sa tombe pour une quinzaine d'années.

## Source, notes et références
- (de) Cet article est partiellement ou en totalité issu de l’article de Wikipédia en allemand intitulé « Agnes Sapper » (voir la liste des auteurs).
- (de) Herbert Hummel, « Sapper, Agnes », dans Neue Deutsche Biographie (NDB), vol. 22, Berlin, Duncker & Humblot, 2005, p. 434–435 (original numérisé).
- Notices d'autorité :   - VIAF
  - ISNI
  - IdRef
  - LCCN
  - GND
  - Italie
  - Japon
  - CiNii
  - Pays-Bas
  - Israël
  - NUKAT
  - Lettonie
  - Grèce
  - Corée du Sud
  - WorldCat